# Наццано
Наццано (італ. Nazzano) — муніципалітет в Італії, у регіоні Лаціо,  метрополійне місто Рим-Столиця.
Наццано розташоване на відстані близько 39 км на північ від Рима.
Населення — 1437 осіб (2014).
Щорічний фестиваль відбувається 11 травня. Покровитель — Sant'Antimo.

## Демографія
Населення за роками:

Станом на 1 січня 2023 року в муніципалітеті офіційно проживало 157 іноземців з 22 країн, серед них 80 громадян країн Євросоюзу та 8 громадян України.

## Сусідні муніципалітети
- Чивітелла-Сан-Паоло
- Фьяно-Романо
- Філаччано
- Монтополі-ді-Сабіна
- Понцано-Романо
- Сант'Оресте
- Торрита-Тіберина